# Palazzo Riva di Castel Goffredo
Palazzo Riva (èl Palàs in dialetto locale) è uno storico palazzo di Castel Goffredo, in provincia di Mantova ed è situato alla periferia sud della città. Attualmente in disuso.

## Storia
L'edificio faceva parte di un complesso di costruzioni che costituivano l'azienda agricola della nobile famiglia Riva di Castel Goffredo, proveniente a Castel Goffredo nel 1590:
- Palazzo Riva. Sorge sulla destra della villa e sulla riva del torrente Fuga. È una costruzione in stile neogotico risalente al 1840. Intorno a quell'anno in alcuni locali del palazzo, Bartolomeo Riva (1804-1865) iniziò la coltura del baco da seta su scala industriale, sul modello francese della bigattaia di Camille Beauvais. È del 1647 il ponte in mattoni che attraversa il torrente.[1]
- Villa. Edificio a nord della corte in stile mantovano del Settecento con due balconi coevi inseriti nella facciata. Era la residenza estiva della famiglia. All'interno sono presenti l'atrio di ingresso in stile impero con soffitto a mensole e dal soffitto affrescato. Due sale si aprono a destra e sinistra dell'atrio e quella di sinistra conserva pregevoli affreschi di carattere mitologico.
- Abitazione. A sinistra della villa sorge una costruzione risalente al XVII secolo, che subì delle modifiche in stile neogotico.
- Porticato. In stile neogotico, sorge a ovest delle abitazioni e risale al periodo tra il 1855 e il 1864.

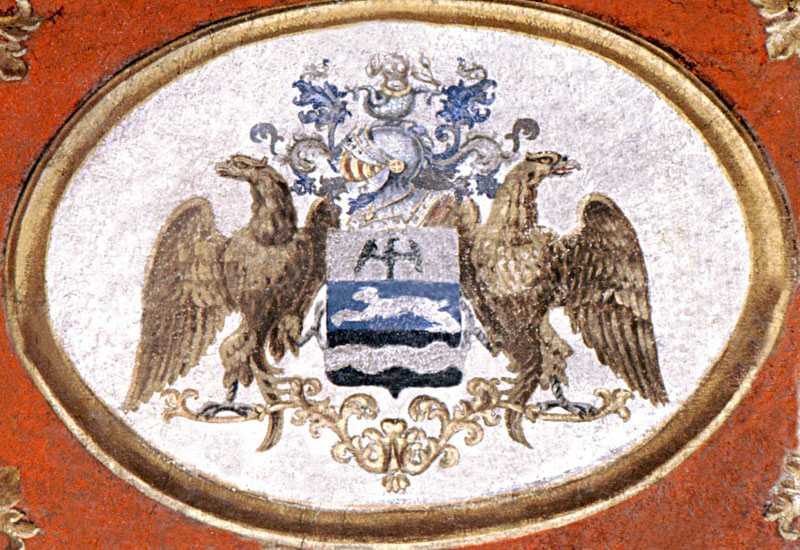
Stemma della famiglia Riva

Nei pressi di Palazzo Riva il 24 aprile 1945 venne colpito a morte dai tedeschi in ritirata il partigiano castellano Bruno Antonelli.
Alla famiglia Riva apparteneva anche il palazzo sito in Piazza Mazzini, nel centro storico di Castel Goffredo.
A poca distanza da Palazzo Riva sorge l'Oratorio di San Michele Arcangelo, risalente alla prima metà del XVIII secolo.
Palazzo Riva è stato inserito tra I Luoghi del Cuore, iniziativa promossa dal FAI.

## Galleria d'immagini

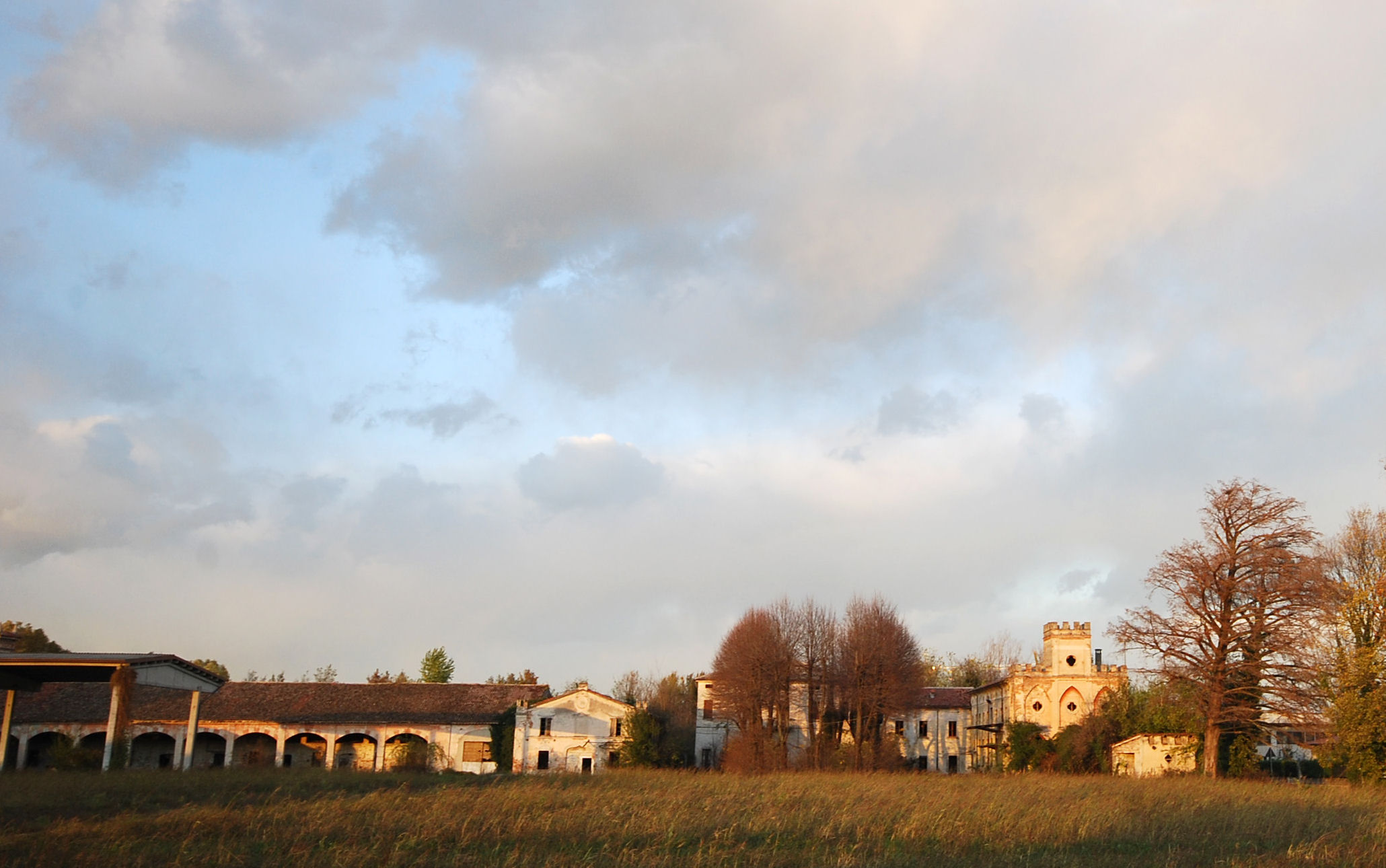
Complesso di Corte e Palazzo Riva
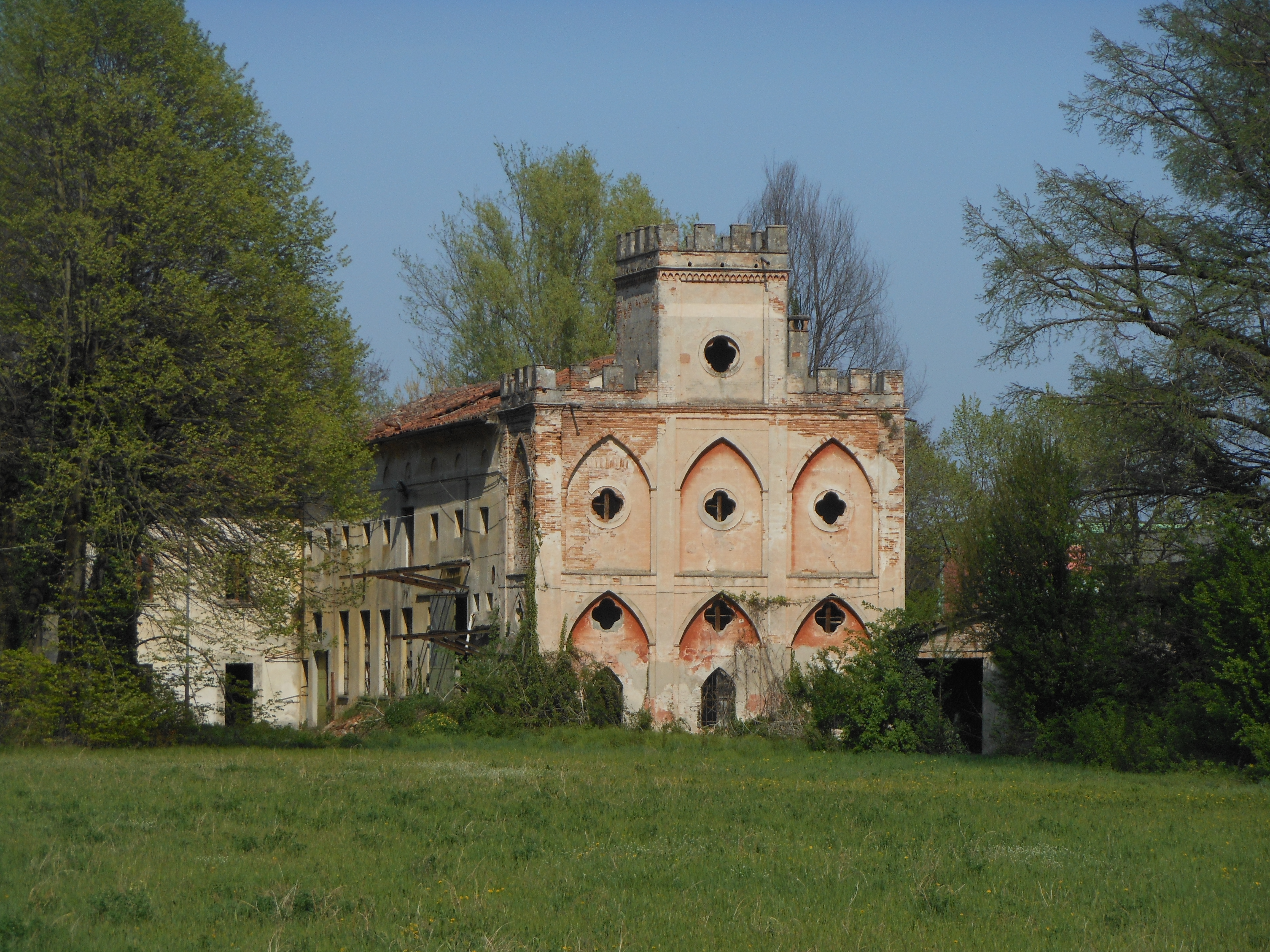
Palazzo Riva, fronte sud
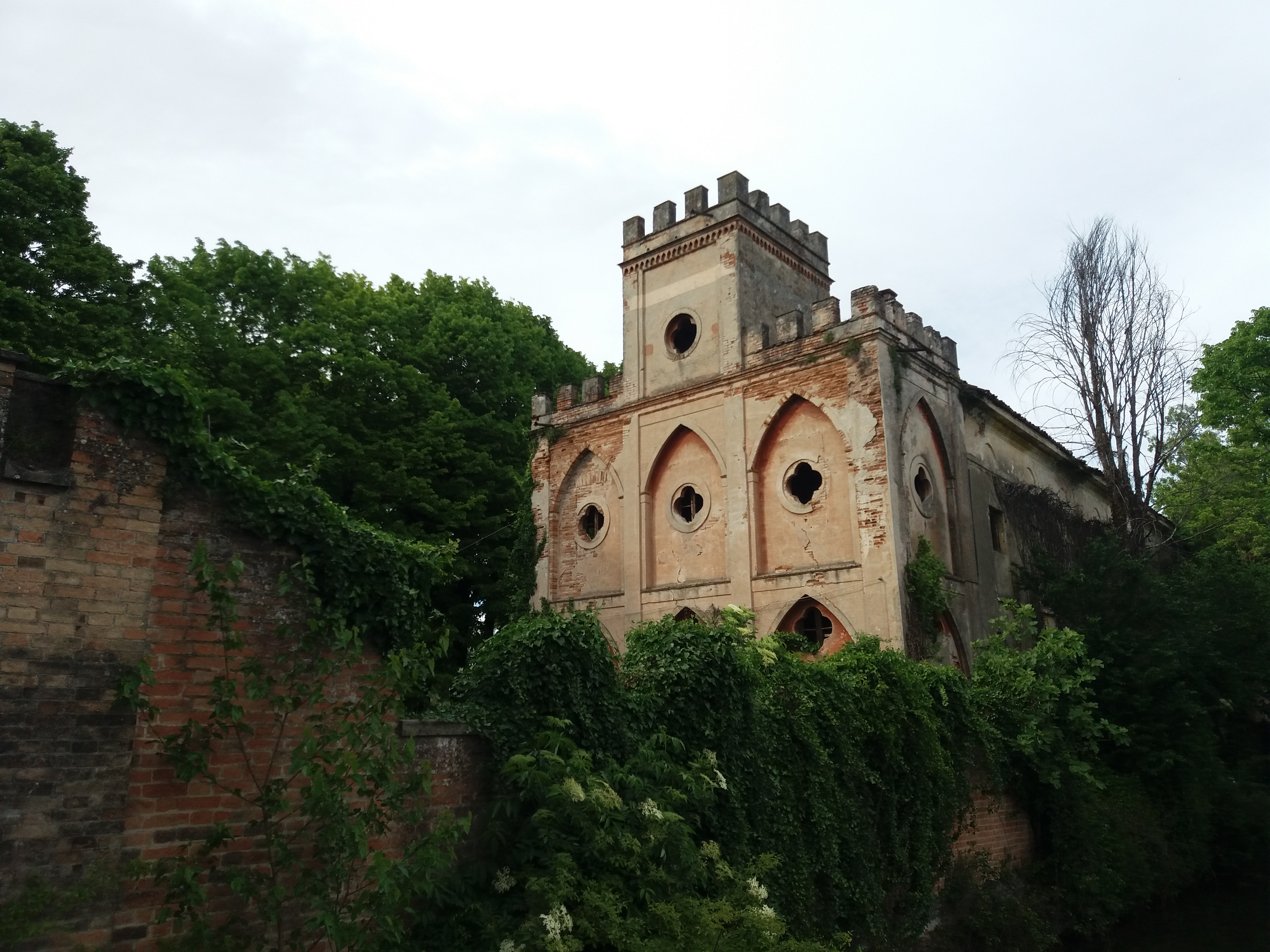
Palazzo Riva, fronte est
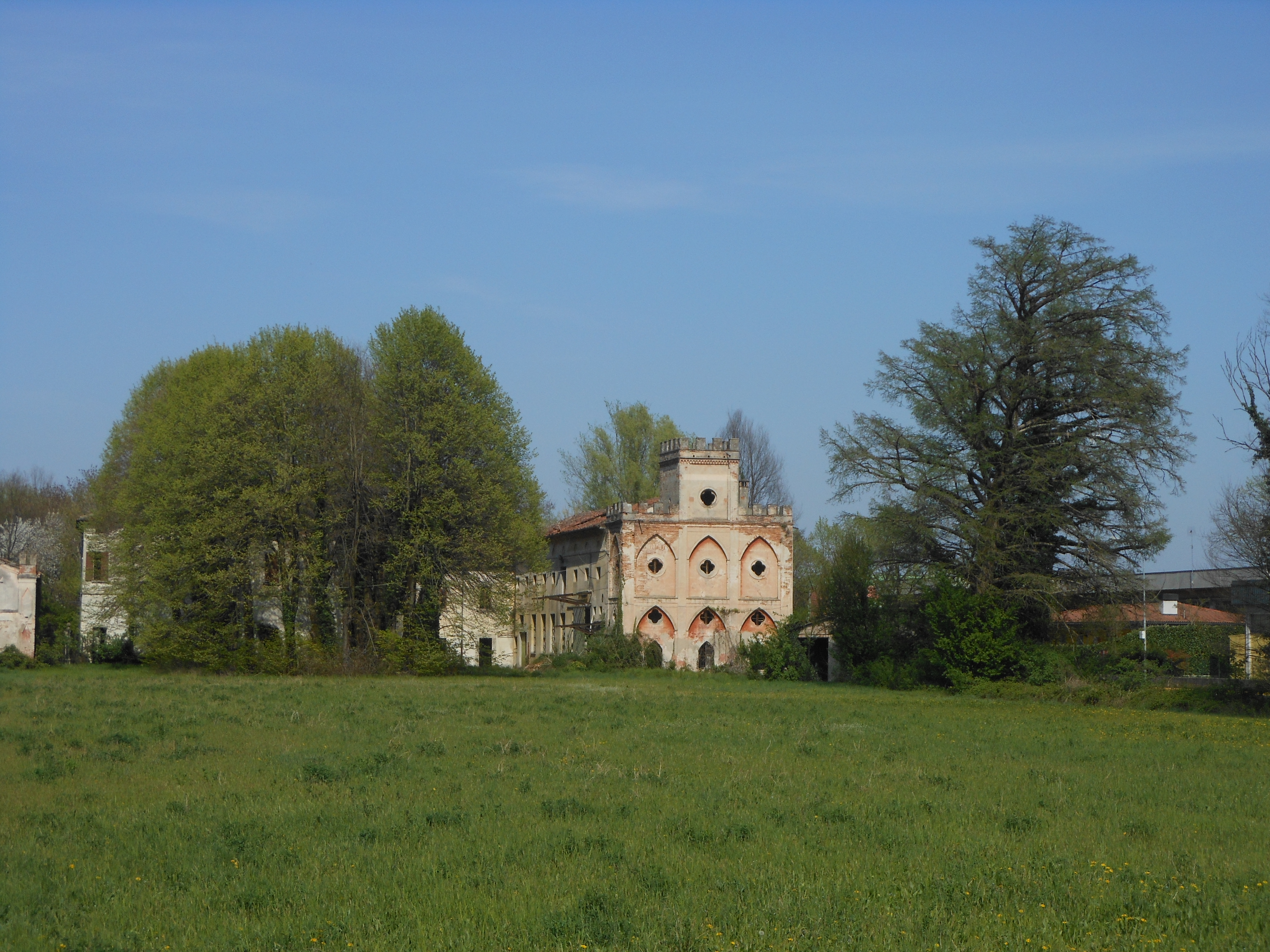
Palazzo Riva